# Zoološki vrt grada Zagreba
Zoološki vrt grada Zagreba jedan je od 3 zoološka vrta u Hrvatskoj. Prostire se na površini od 7 hektara, a smješten je u južnom dijelu parka Maksimira. Ima 275 vrsta životinja i 2225 jedinki s gotovo svih kontinenata. Zastupljeni su sisavci, ptice, gmazovi, vodozemci, ribe i beskralježnjaci. 
Zoološki vrt ima velik broj vanjskih nastambi, ali i malih tematskih tropskih kuća, te nekoliko paviljona. Obnova zastarjelog zoo-vrta započela je 1990. godine i do danas je većina nastambi ili obnovljena ili novosagrađena. Direktor Zoološkog vrta je Damir Skok, a ukupno je zaposleno 65 djelatnika.
Zagrebački zoo-vrt član je sljedećih međunarodnih organizacija, čime je priznata njegova kvaliteta: 
- Europskog udruženja zoo-vrtova i akvarija (EAZA – European Association of Zoos and Aquaria),
- Svjetskog udruženja zoo-vrtova i akvarija (WAZA – World Association of Zoos and Aquariums),
- Međunarodnog udruženja zoo edukatora (IZE – International Zoo Educators Association) i
- Međunarodnog informacijskog sustava o životinjama u zatočeništvu (ISIS – International Species Information System).

## Povijest
Ideju o osnivanju zoološkog vrta u Zagrebu promovirali su već 1905. godine banski savjetnik dr. Ivo Malin, prof. dr. August Langhoffer i dr. Ervin Rössler. Zoološki vrt grada Zagreba osnovao je Mijo pl. Filipović 27. lipnja 1925. i najstariji je zoološki vrt u jugoistočnoj Europi. Na dan otvorenja u njemu su bile samo 3 lisice i 2 sove. Tri lisice poklonio je Miji Filipoviću prof. dr. Langhoffer, tadašnji ravnatelj zoološkog muzeja u Zagrebu. Sove je poklonio Petar Dimec, donesavši ih u zelenom šeširu. Ulaznica je prvih dana iznosila jedan dinar. Zoološki se 1926. širi i na kopno. Godine 1933. počinje izlaziti mjesečnik "Zoološki Vrtić".
Godine 1972. dobiva tropsku kuću i njegovog danas najstarijeg stanovnika, nilskog krokodila. Od 1990. započinje velika obnova i moderniziranje vrta. Životinje su dobile veće, ljepše i modernije nastambe, a one životinje kojima se nije mogao pružiti adekvatan prostor, dislocirane su u druge vrtove. Vrt organizira brojne edukativne obilaske, zabave te događanja. U svibnju 2014. izgrađena je nova nastamba za lavove veličine 1 800 kvadrata, dok je stara imala oko 200. Ima svoju lavovsku špilju, stjenovite otoke kao u savani, svoje pojilište, te grijanu stijenu na sredini na kojoj mogu uživati na suncu. U travnju 2016. godine prvi put je nabavljen komodski varan.
Dne 4. lipnja 2017. godine zagrebački zoološki vrt predstavio je volijere za afričke ptice, čime se omogućuje promatranje bez ikakvih vidljivih barijera. Zahvaljujući suvremenome arhitektonskom rješenju afričke ptice močvarice dobile su golem nadsvođen prostor koji im omogućuje boravak na tlu, ali i letenje. Posjetitelji su dobili mogućnost ući u samu nastambu i vidjeti ptice na metar – dva, kao u prirodi. Osigurane su i promatračnice s kojih se ptice može gledati uz pomoć dalekozora i teleskopa.

## Galerija
- Kineski vrt
- Karta Zoološkog vrta
- Naslovnica prvog broja mjesečnika „Zoološki vrtić”
- Euroazijski ris u Zoološkom vrtu Zagreb
- Sabljorogi oriksi žive samo u zoološkim vrtovima, u prirodi su izumrli
- Nastamba za morske lavove
- Paviljon za majmune
- Nastanba za lavove

## Vanjske poveznice
- Službena stranica Zoološkog vrta
- European Association of Zoos and Aquaria
- World Association of Zoos and Aquariums